# بلو بلاتو
بلو بلاتو (به صربی: Belo Blato) یک منطقهٔ مسکونی در صربستان است که در Zrenjanin City واقع شده‌است. بلو بلاتو ۱٬۴۷۷ نفر جمعیت دارد و ۶۸ متر بالاتر از سطح دریا واقع شده‌است.